# Neptunea polycostata
Neptunea polycostata is een slakkensoort uit de familie van de Buccinidae. De wetenschappelijke naam van de soort is voor het eerst geldig gepubliceerd in 1955 door Scarlato in Galkin & Scarlato.